# 左福荣
左福荣，中华人民共和国政治人物、外交官。
1999年，接替马维茂，担任中华人民共和国驻阿尔巴尼亚大使。2001年，由田长春接任。